# 1944 في تركيا
فيما يلي قوائم الأحداث التي وقعت خلال عام 1944 في تركيا.

## سياسة

### تعيين في المنصب
- 8 مارس – أبو بكر حازم بك عضو في البرلمان التركي.

## مواليد

### يناير
- 1 يناير – ألكر غزل سياسي تركي.
- 1 يناير – آلف آلاتلي
- 1 يناير – حسن جمال صحفي تركي.
- 1 يناير – فوسون أكاتلي

### مارس
- 15 مارس – نباهة تشهره ممثلة وملكة جمال تركية.

### يونيو
- 1 يونيو – زكي عكار قاضي تركي.

### أكتوبر
- 3 أكتوبر – جليلة تويون ممثلة تركية.
- 12 أكتوبر – عبد القادر آق سو سياسي تركي.

### نوفمبر
- 14 نوفمبر – ناظلى اليجاق
- 27 نوفمبر – إنجي أرال كاتبة تركية.

## وفيات

### يناير
- 1 يناير – السلطانة نعيمة (مواليد 1876)
- 1 يناير – شوكت داغ (مواليد 1876)
- 14 يناير – محمد أمين يورداكول (مواليد 1869) سياسي تركي.

### مارس
- 8 مارس – حسين رحمي قوربنار (مواليد 1864)
- 16 مارس – محمد عبد القادر أفندي (مواليد 1878)

### أغسطس
- 23 أغسطس – عبد المجيد الثاني (مواليد 1868) آخر خليفة إسلامي من العثمانيون.